# Darulete
Darulete (Durulete) ist ein osttimoresischer Suco im Verwaltungsamt Liquiçá (Gemeinde Liquiçá).

## Geographie
Darulete liegt im Osten des Verwaltungsamts Liquiçá. Nordöstlich liegt der Suco Luculai, westlich der Suco Dato und südlich der Suco Açumanu. Im Osten grenzt Darulete an das Verwaltungsamt Bazartete mit seinem Suco Leorema. Einem Teil der Grenze zu Açumanu und Leorema bildet der Fluss Caicabaisala, der zum System des Lóis gehört. An der Nordspitze von Darulete fließt der Caray in den Gaulara. Sie sind Quellflüsse des Gularkoo. Darulete hat eine Fläche von 6,98 km² und teilt sich in die vier Aldeias Caileli (Caelili), Carulema (Carolema), Lebu-Ae (Leboai, Lebo-ae, Lebui) und Manupatia.
Im Nordwesten von Darulete liegen die Dörfer Carulema, Cabalema und Nunturi, im Zentrum Caileli und Lebu-Ae und im Süden Manupatia und Fahate. In Lebu-Ae befinden sich der Sitz des Sucos, ein Hospital, eine Polizeistation und eine Grundschule, die Escola Primaria Darulete.
Der im Nordosten gelegene Berg Fatumasin (Lage, 1214 m) ist Namensgeber für ein Naturreservat, das mit mindestens 15 geschützten Vogelarten auch zu einer Important Bird Area erklärt wurde. Das Reservat ist 13.618 Hektar groß und reicht bis in die Gemeinde Ermera. Die Region ist dicht bewaldet, die Böden sind kalkarm. Neben jenen am Monte Mundo Perdido und am Tatamailau ist das Reservat eines der drei wichtigsten Orchideenschutzgebiete des Landes.
Weitere Berge im Suco sind der Foho Cabalema (1133 m, Lage), der Foho Caileli (1137 m, Lage) und der Foho Darulete (1241 m, Lage).

## Einwohner
Im Suco leben 2.009 Einwohner (2022), davon sind 976 Männer und 1.033 Frauen. Im Suco gibt es 350 Haushalte. Über 65 % der Einwohner geben Tokodede als ihre Muttersprache an. Fast 21 % sprechen Mambai und über 13 % Tetum Prasa.

## Geschichte
Im April 1999 wurden die Einwohner von Darulete und anderer Sucos nach Vila de Liquiçá zwangsdeportiert. Hier zwang man sie mit Einschüchterungen und Misshandlungen die Autonomielösung im Unabhängigkeitsreferendum zu unterstützen, die einen Verbleib Osttimors bei Indonesien vorsah. Männer wurden, wenn sie nicht flohen, für die Milizen zwangsrekrutiert. Außerdem mussten die Menschen die Flagge Indonesiens setzen und Wachposten einrichten. Mädchen und junge Frauen mussten auf Feiern der Milizen tanzen.
Am 9. Juli 2009 beendeten die vier Aldeias im Suco Darulete durch eine offizielle Friedenszeremonie ihre Feindschaft untereinander, die seit den Unruhen von 2006 bestand.

## Politik
Bei den Wahlen von 2004/2005 wurde Napoleão dos Santos zum Chefe de Suco gewählt und 2009 in seinem Amt bestätigt. Bei den Wahlen 2016 gewann Tarciso Martins und 2023 Afonso dos Santos Freitas.

## Persönlichkeiten
- Calisto dos Santos (* 1959), Offizier
- Lídia Norberta dos Santos Martins (* 1980), Politikerin